# Rakereds socken
Rakereds socken ingick i Valkebo härad och uppgick 1786 i Vikingstads socken.

## Administrativ historik
Rakereds socken hade medeltida ursprung.
Rakereds församling uppgick 1786 i Vikingstads socken medan det dröjde till 1892 tills hela jordebokssocknen övergått till Vikingstads socken.

## Kyrkor
- Rakereds kyrka